# Ralph Anspach
Ralph Anspach (* 1926 ; † März 2022) war Professor für Wirtschaft an der San Francisco State University und Erfinder des Anti-Monopoly-Spieles. Da er keinen Verleger fand, veröffentlichte er das Spiel 1973 selbst.
Anspach wuchs in Europa auf. Zusammen mit seiner Familie floh er 1938 vor der Europäischen Judenverfolgung in die USA.
Er beschäftigte sich intensiv mit dem Spiel Monopoly. So war er derjenige, der die Monopoly-Erfinderin wiederentdeckte, dass Monopoly ursprünglich von Elizabeth Magie Philipps erfunden wurde.

## Anti-Monopoly
Anspach veröffentlichte sein Anti Monopoly im Jahr 1973. Er handelte sich mit dieser Spielidee und seinen Veröffentlichungen zu Monopoly Ärger ein. Unter anderem führte es zu einer zehnjährige Auseinandersetzung mit Parker Brothers, denen die Rechte an Monopoly gehören. Diese wurde erst vor dem US-amerikanischen Supreme Court beendet wurde. In den frühen Jahren des Prozesses stellte Anspach seine Lehrtätigkeit ein, um sich um den Prozess kümmern zu können. Er nahm mehrere Kredite auf, um die Anwaltskosten zu bezahlen.
1977 veröffentlichte er mit Anti Monopoly II einen Nachfolger des Spiels, damals veröffentlicht unter dem Namen Choice. 1987 erschien Anti-Monopoly III: Washington-Moskau.
In den 2000ern erreichte er eine Einigung mit Hasbro. Anspach verkaufte das Spiel seitdem unter Lizenz von Hasbro und unter der Bedingung, dass er die wahre Geschichte des Spiels schildern kann.
Im Jahr 2000 veröffentlichte Anspach ein Buch über seine gewonnene Auseinandersetzung unter dem Titel Monopolygate: During a David and Goliath Battle, the Inventor of the Anti-Monopoly® Game Uncovers the Secret History of Monopoly®